# Wang Chu-ning
Wang Chu-ning (čínsky pchin-jinem Wáng Hùníng, znaky 王沪宁; * 6. října 1955 Šanghaj) je vrcholný čínský politik, bývalý akademik a přední politický teoretik Komunistické strany Číny. Od roku 2017 je členem stálého výboru politbyra ústředního výboru Komunistické strany Číny, nejužšího stranického vedení, od jara 2023 je předsedou celostátního výboru Čínského lidového politického poradního shromáždění. Předtím v letech 2017–2022 zastával post výkonného tajemníka sekretariátu Ústředního výboru Komunistické strany Číny. Zároveň také předsedal Ústřední komisi pro řízení výstavby duchovní civilizace, orgánu zodpovědného za koordinaci stranické politiky v oblasti ideologie a kultury. V letech 2002–2020 také působil jako ředitel Politického výzkumného úřadu ústředního výboru KS Číny.
Wang Chu-ning je považován za „šedou eminenci“ čínské komunistické strany, a je mu připisováno autorství oficiálních stranických ideologií tří nejvyšších vůdců Číny od devadesátých let: Ťiang Ce-minovy teorie Tří zastoupení, Chu Ťin-tchaova Vědeckého pojetí rozvoje a Si Ťin-pchingova myšlení o socialismu s čínskými rysy pro novou éru, stejně jako dalších Si Ťin-pchingových charakteristických politických konceptů, včetně „čínského snu“, protikorupční kampaně, Nové hedvábné stezky a asertivnější zahraniční politiky.
Jako akademik působil na Univerzitě Fu-tan v Šanghaji, kde stál v čele katedry mezinárodní politiky a posléze byl děkan právnické fakulty.

## Životopis

### Mládí a původ
Wang Chu-ning se narodil 6. října 1955 v Šanghaji. Pochází z rodiny revolučních kádrů, jejíž původ sahá do provincie Šan-tung. Wang Chu-ningův otec byl jako armádní důstojník v roce 1959 zapleten do Mao Ce-tungovy kampaně proti maršálu Pcheng Te-chuajovi (viz konference v Lu-šanu), v důsledku čehož byl po roce 1966 perzekvován během desetileté Kulturní revoluce.
Wang Chu-ning byl ve svém raném mládí tichý a introvertní a zálibu si našel ve čtení knih. Ačkoliv v době Kulturní revoluce panoval – s výjimkou oficiálně schválené a marxistické literatury – nedostatek knih, akademické snažení bylo znevažováno a docházelo k perzekuci intelektuálů, Wang Chu-ningovi se s pomocí jeho učitelů dařilo obstarávat mimoškolní literaturu, včetně zakázaných zahraničních klasik. Střední školu dokončil roku 1974, načež se poté tři roky živil jako dělnický učeň.
Vzhledem ke své neduživosti se částečně vyhnul nucenému odsunu do odlehlých oblastí v rámci Maova hnutí „vzhůru do hor, dolů do vesnic“, kdy byla jak městská vzdělaná mládež, tak rudogardisté posíláni na převýchovu do vesnic. Místo toho nějaký čas strávil ve venkovských oblastech poblíž Šanghaje a několik let navštěvoval kurz cizího jazyka, francouzštiny, na Východočínské pedagogické univerzitě. Po dokončení vzdělávacího kurzu v roce 1977 začal pracovat v Šanghajském publikačním úřadě.

### Akademie
Zlom ve Wang Chu-ningově životě nastal v roce 1978, se zahájením Teng Siao-pchingových reforem a obnovením náročných přijímacích zkoušek na vysoké školy, tzv. kao-kchao. Wang Chu-ning byl mezi prvními, kteří využili příležitosti se jich zúčastnit. Jeho výkon na kao-kchao byl natolik impozantní, že ačkoliv jeho dosavadní vzdělání absolvované na Východočínské pedagogické univerzitě nedosahovalo bakalářské úrovně, byl rovnou přijat k magisterskému studiu mezinárodní politiky na Univerzitě Fu-tan v Šanghaji. Jeho hlavním vedoucím byl Čchen Čchi-žen, uznávaná autorita na Marxovo dílo, zejména Kapitál, což může objasnit název Wang Chu-ningovy diplomové práce: „Od Bodina k Maritainovi: O teoriích suverenity vypracovaných západní buržoazií“. Z této diplomové práce se později zrodila jeho první kniha, v níž sledoval vývoj západního konceptu národní suverenity od starověku až po současnost – od Gilgameše a Sokrata, přes Aristotela, Augustina, Machiavelliho, Hobbese, Rousseaua, Montesquieua, Hegela a Marxe – a srovnával jej s čínským chápáním tohoto konceptu. Práce se stala základem pro mnohé z jeho pozdějších teorií národního státu a mezinárodních vztahů. Magisterské studium mezinárodní politiky dokončil v roce 1981, přičemž na Univerzitě Fu-tan také obdržel magisterský titul v oboru práva.
Po ukončení magisterského studia s vyznamenáním zůstal na univerzitě v pozici vyučujícího. Na starost si bral kurzy, které ostatní nebavilo učit, a sám vyvíjel nové v reakci na rychle se rozvíjející školní osnovy. Hojně publikoval, a to jak v odborných časopisech, tak v novinách a časopisech čtených vzdělanou elitou. Jeho hodiny byly oblíbené a hojně navštěvované.
Wang Chu-ningova práce a oddanost akademické činnosti, stejně jako rostoucí seznam jeho publikací, nezůstaly bez povšimnutí nadřízenými, kteří jej doporučili k urychlenému povýšení. Ačkoli jejich nabídky zpočátku odmítal, již roku 1985 se ve svých 30 letech stal docentem a o tři roky později profesorem. Byl tak vůbec nejmladším profesorem na Univerzitě Fu-tan. Stalo se tak mimo jiné v době, kdy byla čínská akademická sféra přísně hierarchická, přičemž seniorita a časem nabyté zkušenosti byly považovány za téměř nezbytné předpoklady pro povýšení. Následně byl v letech 1989–1994 vedoucím katedry mezinárodní politiky a poté v letech 1994–1995 děkanem právnické fakulty.
Wangův rychlý vzestup v akademické sféře byl také doprovázen úspěšnou účastí jím vedeného studentského týmu Univerzity Fu-tan v sérii mezinárodních debatních šampionátů, které byly vysílány v čínské státní televizi a sledovaly je miliony diváků.

### Návštěva Spojených států
V roce 1988 získal díky stipendiu Americké politologické asociace (APSA) možnost strávit šest měsíců ve Spojených státech jako hostující profesor. Wang příležitosti naplno využil a navštívil desítky měst a téměř dvacet univerzit. Své postřehy zaznamenal v knize Amerika proti Americe vydané v roce 1991.

### Politická kariéra
Jak jeho rostoucí reputace, tak obhajoba posilování autority centrální vlády přilákala pozornost klíčových šanghajských politických vůdců, jako byli Ceng Čching-chung a Wu Pang-kuo, kteří jej následně představili tehdejšímu generálnímu tajemníkovi strany a prezidentu Ťiang Ce-minovi. Ačkoliv se zpočátku Wang zdráhal zanechat svou akademickou kariéru, po Ťiangově naléhání svolil a ve svých 40 letech se připojil k jeho administrativě.
Po příchodu do Pekingu v roce 1995 se Wang Chu-ning stal vedoucím oddělení pro politické záležitosti v Politickém výzkumném úřadu, klíčovém orgánu ústředního výboru KS Číny, zodpovědném za poskytování politických doporučení, rozvoj stranické ideologie a vypracovávání návrhů stranických dokumentů a projevů vedoucích představitelů. Během tří let se stal zástupcem ředitele celého úřadu.

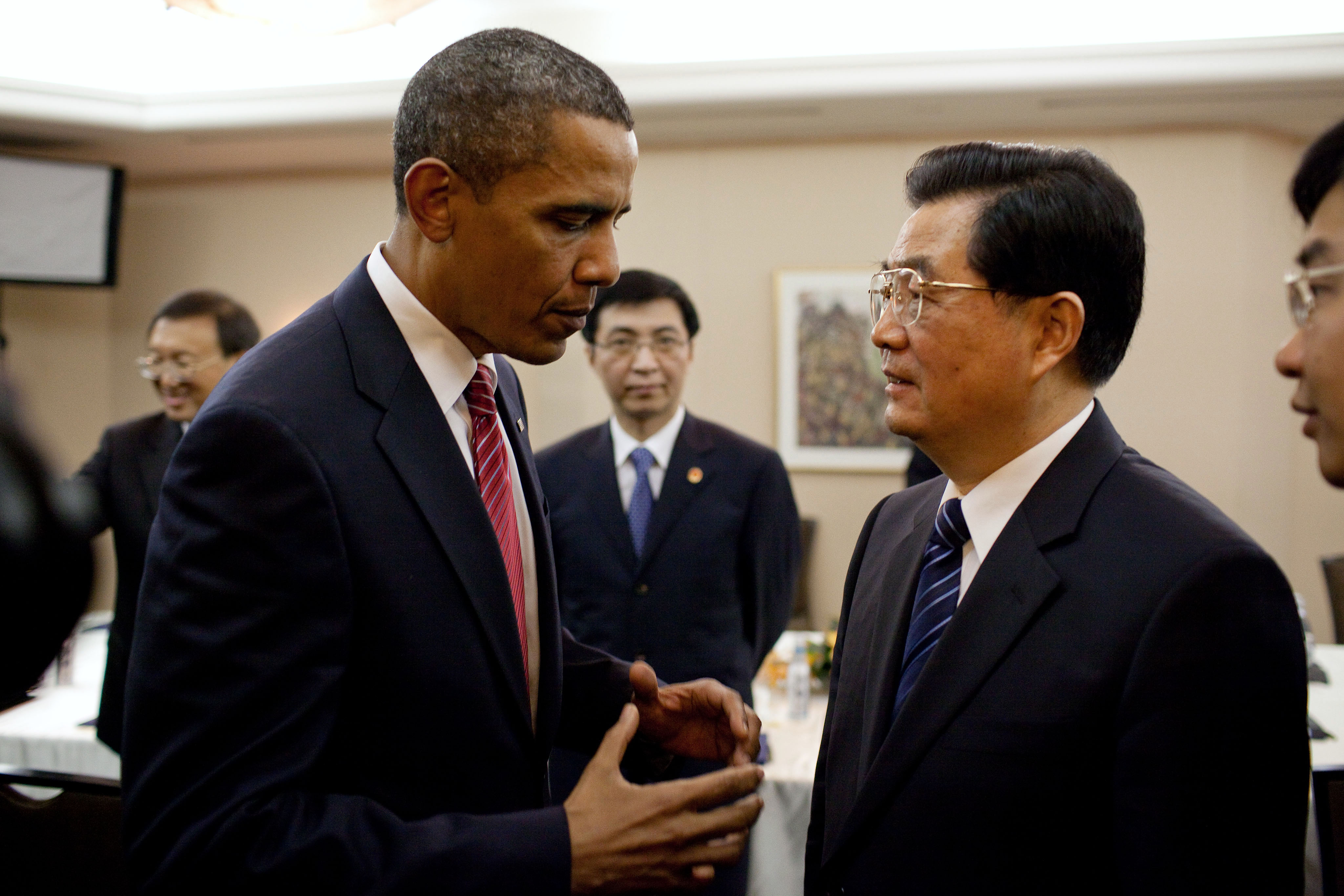
Wang Chu-ning (v pozadí uprostřed) u rozhovoru amerického prezidenta Baracka Obamy a čínského prezidenta Chu Ťin-tchaa na summitu G20 26. června 2010 v Torontu

Na XVI. sjezdu KS Číny v roce 2002, kdy proběhlo předání moci z rukou třetí generace stranických vůdců v čele s Ťiang Ce-minem ke čtvrté generaci v čele s Chu Ťin-tchaoem, se Wang Chu-ning stal členem 16. ústředního výboru, orgánu sdružujících zhruba 200 nejvýše postavených členů strany. Zároveň byl také jmenován ředitelem Politického výzkumného úřadu, přičemž se jednalo o post na ministerské úrovni. Jeho vzestup během Chu Ťin-tchaovy éry pokračoval, načež se na XVII. sjezdu v roce 2007 stal členem vlivného sekretariátu ústředního výboru KS Číny.
Ani další generační obměna a nástup Si Ťin-pchinga k moci neznamenal konec Wang Chu-ningova kariérního růstu, ba naopak. Na XVIII. sjezdu komunistické strany v roce 2012 byl zvolen jedním z 25 členů politbyra ústředního výboru, samotného jádra strany. Stal se také klíčovým členem Si Ťin-pchingova doprovodu jak na domácích, tak zahraničních cestách, a byl jmenován ředitelem kanceláře Ústřední komise pro komplexní prohloubení reforem, které předsedá Si Ťin-pching sám.

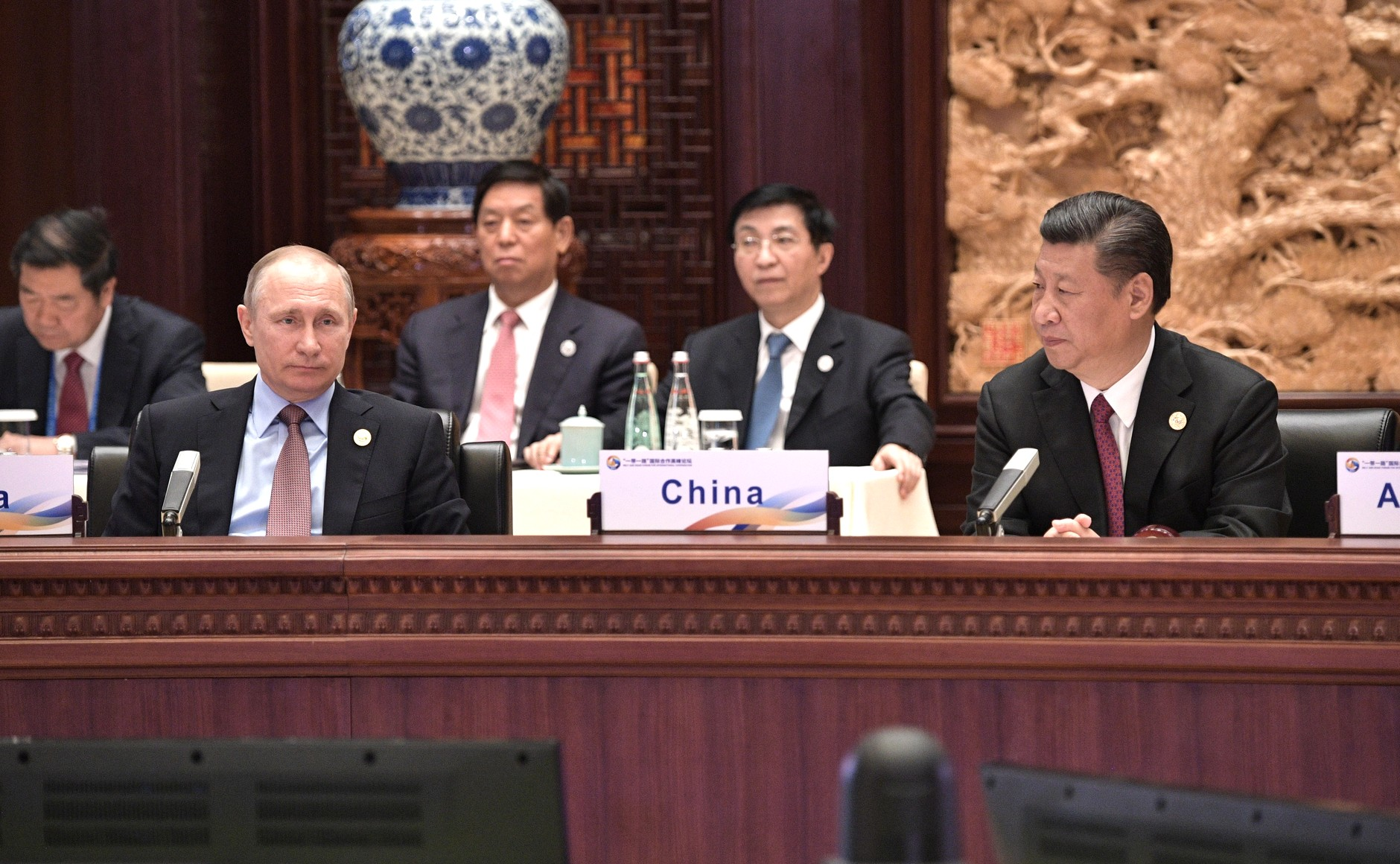
Wang Chu-ning (v pozadí napravo) na fóru Nové hedvábné stezky v roce 2017 s čínským prezidentem Si Ťin-pchingem a ruským prezidentem Vladimirem Putinem

Vrcholu stranické hierarchie dosáhl v roce 2017, když byl na XIX. sjezdu KS Číny zvolen členem stálého výboru politbyra ústředního výboru a výkonným tajemníkem sekretariátu ústředního výboru, a stal se tak jedním ze sedmi nejmocnějších mužů v Čínské lidové republice. Členem stálého výboru se stal i navzdory tomu, že nikdy nezastával post guvernéra žádné provincie, ani nestál v čele žádného ministerstva.
Na XX. sjezdu KS Číny v říjnu 2022 byl znovuzvolen členem stálého výboru politbyra. Na postu výkonného tajemníka sekretariátu ÚV jej vystřídal Cchaj Čchi a v březnu 2023 byl Wang Chu-ning zvolen předsedou celostátního výboru Čínského lidového politického poradního shromáždění.

## Ideologie a názory

### Stranické ideologie
Wang Chu-ningovi je připisováno autorství oficiálních stranických ideologií tří nejvyšších vůdců Číny od devadesátých let: Ťiang Ce-minovy teorie Tří zastoupení, Chu Ťin-tchaova Vědeckého pojetí rozvoje a Si Ťin-pchingova myšlení o socialismu s čínskými rysy pro novou éru, stejně jako dalších Si Ťin-pchingových charakteristických politických konceptů, včetně „čínského snu“, protikorupční kampaně, Nové hedvábné stezky a asertivnější zahraniční politiky.

### Neoautoritarismus
Wang Chu-ning bývá řazen k předním představitelům neoautoritarismu v Číně, nebo je přímo považován za hlavního strůjce tohoto myšlenkového směru. Wang sám pojem neoautoritarismus nikdy nepoužil, spíše se ztotožňuje s čínským neokonzervatismem. Ačkoliv původně věřil, že by liberalismus mohl v Číně sehrát pozitivní roli, po svém návratu ze Spojených států v roce 1989 se stal jedním z vůdčích odpůrců liberalizace. Začal tvrdit, že Čína musí vzdorovat globálnímu liberálnímu vlivu a stát se kulturně jednotným, sebevědomým národem, jemuž vládne silná, centralizovaná státostrana.
Wangův neoautoritarismus reflektuje touhu vytvořit syntézu marxistického socialismu s tradičními čínskými konfuciánskými hodnotami a legistickým politickým myšlením, nacionalismu a maximalistického západního pojetí státní suverenity a moci za účelem stvořit nový základ pro dlouhodobou stabilitu a růst, který bude imunní vůči západnímu liberalismu.

### Kulturní revoluce
V roce 2012, tedy v době Wang Chu-ningova povýšení do politbyra, bylo publikováno páté vydání jeho článku z roku 1986 Úvahy o kulturní revoluci a reformě čínského politického systému, který zachycuje jeho liberálnější postoje. Uvádí, že jeden z hlavních důvodů převládajícího porušování lidských práv v době kulturní revoluce, jako bylo mučení a vandalismus, bylo „splynutí veřejné bezpečnosti, prokurátorů a soudců v jedno“ a uvedl, že „Kulturní revoluce se mohla stát pouze v zemi bez nezávislého soudního systému“.

## Osobní život
Během studií na Univerzitě Fu-tan se seznámil s Čou Čchi, která taktéž studovala mezinárodní politiku, a s níž se později oženil. Čou Čchi je dcera představitele čínské státní bezpečnosti a rozvědky na úrovni náměstka ministra. Získala doktorát z politologie na Univerzitě Johnse Hopkinse (konkrétně Nitze School of Advanced International Studies), poté několik let pracovala v Institutu amerických studií Čínské akademie společenských věd a později se stala ředitelkou Národního strategického institutu na Univerzitě Čching-chua. Wang Chu-ningovo manželství s ní zůstalo bezdětné a pár se v roce 1996 rozvedl.
Wang se později znovu oženil s jistou zdravotní sestrou v Čung-nan-chaji, mají spolu jedno dítě.

## Dílo
- Státní suverenita, 1987
- Komparativní politická analýza, 1987
- Analýza současné západní politologie, 1988
- Úvod do veřejné správy, 1988
- Analýza ekologie administrace, 1989
- Sbírka Wang Chu-ningových esejů, 1989
- Boj proti korupci: Experiment v Číně, 1990
- Korupce a anti-korupce: Zahraniční výzkum problému korupce v současnosti, 1990
- Kultura vesnických klanů v současné Číně, 1991
- Amerika proti Americe, 1991
- Válka slov v Singapuru, 1993
- Logika politiky: Marxistické principy politologie, 1994
- Politický život, 1994